# Juko Kavagutiová
Juko Kavagutiová nebo Júko Kawagučiová (japonsky 川口 悠子; [Kawaguči Júko]) (rusky Юко Кавагути) (* 20. listopad 1981 Funabaši, Japonsko) je japonsko-ruská krasobruslařka vystupující v kategorii sportovní dvojice. S nynějším partnerem Alexandrem Smirnovem reprezentuje Rusko. V minulosti soutěžila za Japonsko a USA.
Společně jsou mistry Evropy z roku 2010, skončili bronzoví na mistrovství světa v roce 2009 a 2010, získali bronz na Finále Grand Prix v krasobruslení 2011 a v letech 2008–2010 byly mistři Ruska. V únoru 2013 byli podle oficiálního žebříčku ISU sedmou nejlepší krasobruslařskou sportovní dvojicí světa.

## Osobní život
Kavagutiová kromě rodné japonštiny plynule mluví rusky a anglicky. V letech 2003–2007 studovala na Petrohradské státní univerzitě se specializací na mezinárodní vztahy, studium ukončila v červnu 2007. Kavagutiová projevila zájem o práci v mezinárodní diplomacii po ukončení krasobruslařské kariéry.